# Wilhelm von Kotzebue (Diplomat)
 Wilhelm Basilius von Kotzebue (* 19. März 1813 in Reval; † 5. November 1887 ebenda) war ein deutschbaltischer Diplomat und Schriftsteller.

## Leben
Wilhelm von Kotzebue war ein Sohn des Schriftstellers August von Kotzebue aus dessen dritter Ehe mit Wilhelmina Friederike von Krusenstern und jüngerer Bruder des Weltumseglers Otto von Kotzebue. Er besuchte das Lyzeum Zarskoje Selo in Sankt Petersburg. Ab 1832 war er für den russischen auswärtigen Dienst tätig, widmete sich aber auch seiner schriftstellerischen Tätigkeit und der Bewirtschaftung seiner Güter. Teilweise anonym, teilweise unter dem Namen Wilhelm Augustsohn veröffentlichte er unter anderem Dramen. Er war verheiratet mit Prinzessin Aspasie Cantacuzino. Ab 1879 lebte er als pensionierter Geheimrat in Dresden, ab 1882 auf seinem Gut in Estland oder in Dresden.

## Veröffentlichungen (Auswahl)
- Rumänische Volkspoesie (mit Vasile Alecsandri). Decker, Berlin 1857
- Natürliches und künstliches Leben: eine Erzählung. C. F. Müllersche Hofbuchhandlung, Karlsruhe 1869
- August von Kotzebue: Urtheile der Zeitgenossen und der Gegenwart. Baensch, Dresden 1881
- Baron Fritz Reckensteg: Roman. Wilh. Grunow, Leipzig, 1885